# Bella Weems
Isabella Weems mais conhecida como Bella Weems (Chandler - 1993) é uma empreendedora e empresária norte-americana que ficou mundialmente conhecida por ter fundado a marca internacional de joias Origami Owl com apenas 17 anos no Arizona. Em 2013, o seu rendimento era de mais de 250 milhões de dólares.